# Parotomys
Parotomys is een geslacht van knaagdieren uit de Otomyinae dat voorkomt in Zuidwest-Afrika. Dit geslacht wordt gekenmerkt door bijzonder grote bullae. Dit geslacht bevat twee van de primitiefste Otomyinae. Volgens een fylogenetische analyse gebaseerd op morfologische en biochemische gegevens is Parotomys parafyletisch.

## Soorten
Er zijn twee soorten:
- Parotomys brantsii (Zuidoost-Namibië, Zuidwest-Botswana en West-Zuid-Afrika)
- Parotomys littledalei (Zuid- en West-Namibië tot Noordwest-Zuid-Afrika)